# Hotshot (группа)
Hotshot (кор.: 핫샷; стилизованно под HOTSHOT) - это южнокорейская мужская группа, образованная под руководством K.O Sound в Сеуле, Южная Корея. С начала 2017 года компания была переименована в Adore&Able, а с августа 2017 компания продвигается под именем Star Crew Entertainment. Они дебютировали 29 октября 2014 года с их первым цифровым синглом «Take A Shot». В марте 2017 года Kid Monster и Сонун участвовали во втором сезоне шоу на выживание Produce 101. 28 октября стартовало еще одно шоу на выживание - The Unit. В нём приняли участие Ко Ходжон и Ким Тимотео.

## Участники
- Чунхёк (кор.: 준혁), настоящее имя: Чхве Чун Хёк (кор.: 최준혁) родился 21 апреля 1992 г. Является бывшим трейни SM Entertainment.
- Тимотео (кор.: 티모테오), настоящее имя: Ким Мун Кю (кор.: 김문규) родился 25 января 1993 г. Закончил Seoul School of Performing Arts (SOPA). Является бывшим трейни SM Entertainment, первоначально собирался дебютировать с EXO. Занял 10 место в шоу на выживание The Unit.
- Кид Монстр (кор.: 키드 몬스터), настоящее имя: Но Тэ Хён (кор.: 노태현) родился 15 октября 1993 г. Является бывшим трейни YG Entertainment. Занял 25 место в шоу на выживание Produce 101. Вошел в состав временной группы JBJ.
- Сонун (кор.: 성운), настоящее имя: Ха Сон Ун (кор.: 하성운) родился 22 марта 1994 г. Стал участником временной группы "Wanna one". В 2019 году группу расформировали
- Юнсан (кор.: 윤산), настоящее имя: Юн Сан Хёк (кор.: 윤상혁) родился 22 августа 1994 г.
- Ходжон (кор.: 호정), настоящее имя: Ко Хо Джон (кор.: 고호정), родился 20 октября 1994 г. Стал участником временной группы UNB, заняв 3 место на The Unit.

## Дискография

### Мини-альбом
| Название      | Детали альбома                                                                                       | Позиции в чартах | Продажи      |
| Название      | Детали альбома                                                                                       | KOR              | Продажи      |
| ------------- | --- | ---------------- | ------------ |
| Am I Hotshot? | - Выпущен: 24 апреля 2015 - Лейбл: K.O Sound, CJ E&M - Формат: CD, digital download                  | 11               | - KOR: 2547+ |
| Am I Hotshot? | - Пере-выпуск: 2 июля 2015 (I'm A Hotshot) - Лейбл: K.O Sound, CJ E&M - Формат: CD, digital download | 13               | - KOR: 1647+ |

### Синглы
| Название        | Год       | Позиции в чартах | Позиции в чартах | Альбом           |
| Название        | Год       | KOR              | JPN              | Альбом           |
| Корейский       | Корейский | Корейский        | Корейский        | Корейский        |
| --------------- | --------- | ---------------- | ---------------- | ---------------- |
| "Take A Shot"   | 2014      | —                | —                | Am I Hotshot?    |
| "Midnight Sun"  | 2015      | —                | —                | Am I Hotshot?    |
| "Watch Out"     | 2015      | —                | —                | Am I Hotshot?    |
| "I'm A Hotshot" | 2015      | —                | —                | I'm A Hotshot    |
| "(젤리) Jelly"  | 2017      | —                | —                | (젤리) Jelly     |
| Японский        |           |                  |                  |                  |
| "Step By Step"  | 2016      | —                | 35               | Non-album single |